# Frontone (nome)
Frontone  è un nome proprio di persona italiano maschile.

## Varianti
- Maschili: Frontino[1][2]

### Varianti in altre lingue
- Catalano: Frontó[3]
- Latino: Fronto[2]
- Spagnolo: Frontón[3]

## Origine e diffusione
Nome di scarsa diffusione in italiano, portato da alcune personalità della storia romana; certe fonti lo riconducono al termine greco φροντίς (phrontìs, che significa "pensiero"), mentre altre lo fanno risalire al latino frons ("fronte"). Il significato può quindi essere interpretato come "di gran mente" o anche "di gran fronte".

## Onomastico
L'onomastico può essere festeggiato in memoria di diversi santi, alle date seguenti:
- 14 aprile, san Frontone, abate ed eremita in un monastero nel deserto di Nitria[4][5]
- 16 aprile, san Frontone, martire a Saragozza con altri compagni sotto Diocleziano[3]
- 25 ottobre, san Frontone, vescovo di Périgueux[4]

## Persone
- Frontone di Milano, arcivescovo di Milano
- Frontone di Emesa, retore greco
- Marco Cornelio Frontone, autore romano
- Marco Claudio Frontone, generale romano